# Йоахим Рингелнац
Йоахим Рингелнац (на немски: Joachim Ringelnatz) е литературният псевдоним на Ханс Густав Бьотихер, германски писател и художник, автор на хумористични стихотворения, разкази, пиеси, автобиографии и книги за деца. Придобива известност по времето на Ваймарската република в Германия.

## Биография
Йоахим Рингелнац прекарва Първата световна война като моряк на миночистач. През 1920-те и 1930-те години работи като кабаретист. Става популярен със сатиричните си стихотворения, в които често използва игрословици, граничещи с „нонсенса“. Някои негови творби напомнят поезията на Кристиан Моргенщерн, но са по-комични и по-дръзки. Най-популярното му литературно творение е анархистичният моряк „Кутел Даделду“ с неговото пиянско безразсъдство и презрение към властта.
През последните 13 години от живота си Рингелнац е въодушевен и плодовит художник. По-голямата част от творбите му изчезват по време на Втората световна война, но над 200 картини и рисунки оцеляват. През 1920-те години част от неговите работи са изложени в Академията на изкуствата в Берлин наред с произведения на съвременниците му Ото Дикс и Георг Грос.
Рингелнац илюстрира собствения си роман „...liner Roma...“ (1924), чието заглавие представлява скъсен от двете страни израз Berliner Roman (Берлински роман), защото „берлинските романи най-често нямат подобаващо начало и истински край“.
През 1933 г. Рингелнац е забранен от нацистката власт като създател на „изродено изкуство“. На следващата година поетът, останал в крайна бедност поради невъзможността да публикува, умира от туберкулоза.

### Лирика
- 1909: Simplicissimus-Künstler-Kneipe und Kathi Kobus
- 1910: Gedichte
- 1912: Die Schnupftabaksdose. Stumpfsinn in Versen und Bildern
- 1917: H.M.S.D.
- 1920: Joachim Ringelnatzens Turngedichte
- 1920: Kuttel Daddeldu oder das schlüpfrige Leid
- 1921: Die gebatikte Schusterpastete
- 1922: Taschenkrümel
- 1922: Janmaate. Topplastige Lieder
- 1922: Fahrensleute
- 1923: Turngedichte, neue Ausgabe mit Illustrationen von Karl Arnold
- 1923: Vorstadt-Bordell
- 1927: Reisebriefe eines Artisten
- 1928: Allerdings. Gedichte
- 1928: Einige Gedichte von Joachim Ringelnatz
- 1929: Flugzeuggedanken
- 1931: Joachim Ringelnatz. Auslese aus seinen Gedichten und seiner Prosa
- 1932: Gedichte dreier Jahre
- 1933: 103 Gedichte
- 1934: Gedichte, Gedichte von Einstmals und Heute

### Проза
- 1913: Ein jeder lebt’s. Novellen
- 1922: Die Woge. Marine-Kriegsgeschichten
- 1922: Weitab von Lappland
- 1923: Kuttel Daddeldu erzählt seinen Kindern das Märchen vom Rotkäppchen und zeichnet ihnen sogar was dazu
- 1924: ...liner Roma...
- 1924: Nervosipopel. Elf Angelegenheiten

### Драма
- 1921: Mannimmond, eine einaktige Groteske
- 1921: Bühnenstar und Mondhumor. Einaktige Groteske
- 1927: Doktors engagieren. Operette in drei Akten
- 1932: Die Flasche. Eine Seemannsballade
- 1932: Briefe aus dem Himmel. Kammerspiel in drei Akten

### Книги за деца
- 1910: Kleine Wesen
- 1910: Was Topf und Pfann’ erzählen kann. Ein lustiges Märchen
- 1921: Der lehrreiche, erstaunliche und gespassige Zirkus Schnipsel! Entdeckt von Joachim Ringelnatz
- 1924: Geheimes Kinder-Spiel-Buch mit vielen Bildern
- 1931: Geheimes Kinder-Verwirr-Buch mit vielen Bildern

### Автобиографии
- 1911: Was ein Schiffsjungen-Tagebuch erzählt
- 1928: Matrosen. Erinnerungen, ein Skizzenbuch: handelt von Wasser und blauem Tuch
- 1928: Als Mariner im Krieg
- 1931: Mein Leben bis zum Kriege
- 1932: Die Flasche und mit ihr auf Reisen

### Посмъртни издания
- 1935: Der Nachlass
- 1936: „Für die Mode, nicht dagegen sei der Mensch“. Gedichte für Venus
- 1937: In memoriam Joachim Ringelnatz
- 1937: Betrachtungen über dicke und dünne Frauen
- 1939: Kasperle-Verse
- 1940: Aus der Seemanns-Kiste
- 1944: Überall ist Wunderland (Illustration: Karl Staudinger)
- 1949: Tiere, Neuausgabe 2011 als Im Aquarium in Berlin
- 1950: ...und auf einmal steht es neben dir. Gesammelte Gedichte
- 1963: Kunterbunte Nachrichten. Dreiundzwanzig Briefe aus Berlin
- 1964: Reisebriefe an M.
- 1982–85: Joachim Ringelnatz. Das Gesamtwerk in sieben Bänden
- 1988: Joachim Ringelnatz. Briefe
- 2005: Joachim Ringelnatz. SEIN BERLIN mit Rum gedruckt
- 2009: Nach Berlin, nach Berlin, nach Berlin! Frank Möbus (Hrsg.)
- 2010: In Memoriam Joachim Ringelnatz Frank Möbus (Hrsg.)
- 2011: Im Aquarium in Berlin, Illustrationen von Renée Sintenis
- 2015: Ich bin so knallvergnügt erwacht – Die besten Gedichte
- 2015: Wie ich mich auf dich freue – Liebesgedichte, 2. Aufl.
- 2015: Weihnachten mit Joachim Ringelnatz
- 2016: Ach wie schön, dass du geboren bist

## Признание
От 1986 до 1991 г. и след 2001 г. в памет на поета град Куксхафен присъжда на всеки две години литературната награда за поезия „Йоахим Рингелнац“. Сред удостоените са именитите писатели Петер Рюмкорф, Волф Бирман, Барбара Кьолер, Вулф Кирстен и Улрике Дрезнер.